# 江宁路桥
江宁路桥是中華人民共和國上海市普陀區一座跨越蘇州河的橋樑，由上海市工务局建於1929年，由於位於中央造幣廠附近，所以得名造幣廠橋。1949年更名為江寧路橋。最初為木橋，1969年木橋拆除重建為鋼筋混凝土橋。